# Зачеренье (Струго-Красненский район)
За́черенье — деревня в Струго-Красненском районе Псковской области России. Входит в состав сельского поселения «Марьинская волость».

## География
Находится на северо-востоке региона, в северной части района, в лесной местности вблизи оз.
Чёрное, (Вязковское) и р. Чёрная.
Уличная сеть не развита.

## История
Впервые упоминается в 1498 г. и в 1626-27 гг. как дер. Зачеренье Щирского погоста Шелонской пятины.
Согласно Закону Псковской области от 28 февраля 2005 года деревня Зачеренье вошла в состав образованного муниципального образования Сиковицкая волость.
До апреля 2015 года деревня Зачеренье входила в Сиковицкую волость.
В соответствии с Законом Псковской области от 30 марта 2015 года № 1508-ОЗ деревня Зачеренье, вместе с другими селениями упраздненной Сиковицкой волости, вошла в состав образованного муниципального образования «Марьинская волость».

## Население
| 2001 | 2002 | 2010 | 2011 |
| ---- | ---- | ---- | ---- |
| 1    | ↗3   | ↘0   | ↗1   |

## Инфраструктура
В 1 км к северу от Зачеренье работал Зачеренский лесозавод (1949, 1957).
Памятник воинам 268-й стрелковой дивизии.

## Транспорт
Просёлочные дороги.